# Rajgurunagar
Rajgurunagar es una  ciudad censal situada en el distrito de Pune en el estado de Maharashtra (India). Su población es de 25146 habitantes (2011). Se encuentra a 2 km de Pune.

## Demografía
Según el censo de 2011 la población de Rajgurunagar era de 25146 habitantes, de los cuales 12899 eran hombres y 12247 eran mujeres. Rajgurunagar tiene una tasa media de alfabetización del 90,42%, superior a la media estatal del 82,34%: la alfabetización masculina es del 92,99%, y la alfabetización femenina del 87,76%.